# توبی آدیمو
توبی آدیمو (انگلیسی: Tobi Adeyemo؛ زادهٔ ۱۴ مارس ۲۰۰۵) بازیکن فوتبال اهل انگلستان است که به صورت قرضی از باشگاه واتفورد در چمپیونشیپ در پست مهاجم برای ویلدستون بازی می‌کند.